# Szerencs
Szerencs [ˈsɛrɛnʧ] (deutsch: Serentsch) ist eine ungarische Stadt im Komitat Borsod-Abaúj-Zemplén, ca. 35 km östlich von Miskolc. Sie wird auch als Tor zur Tokaj-Hegyalja bezeichnet.

## Geschichte

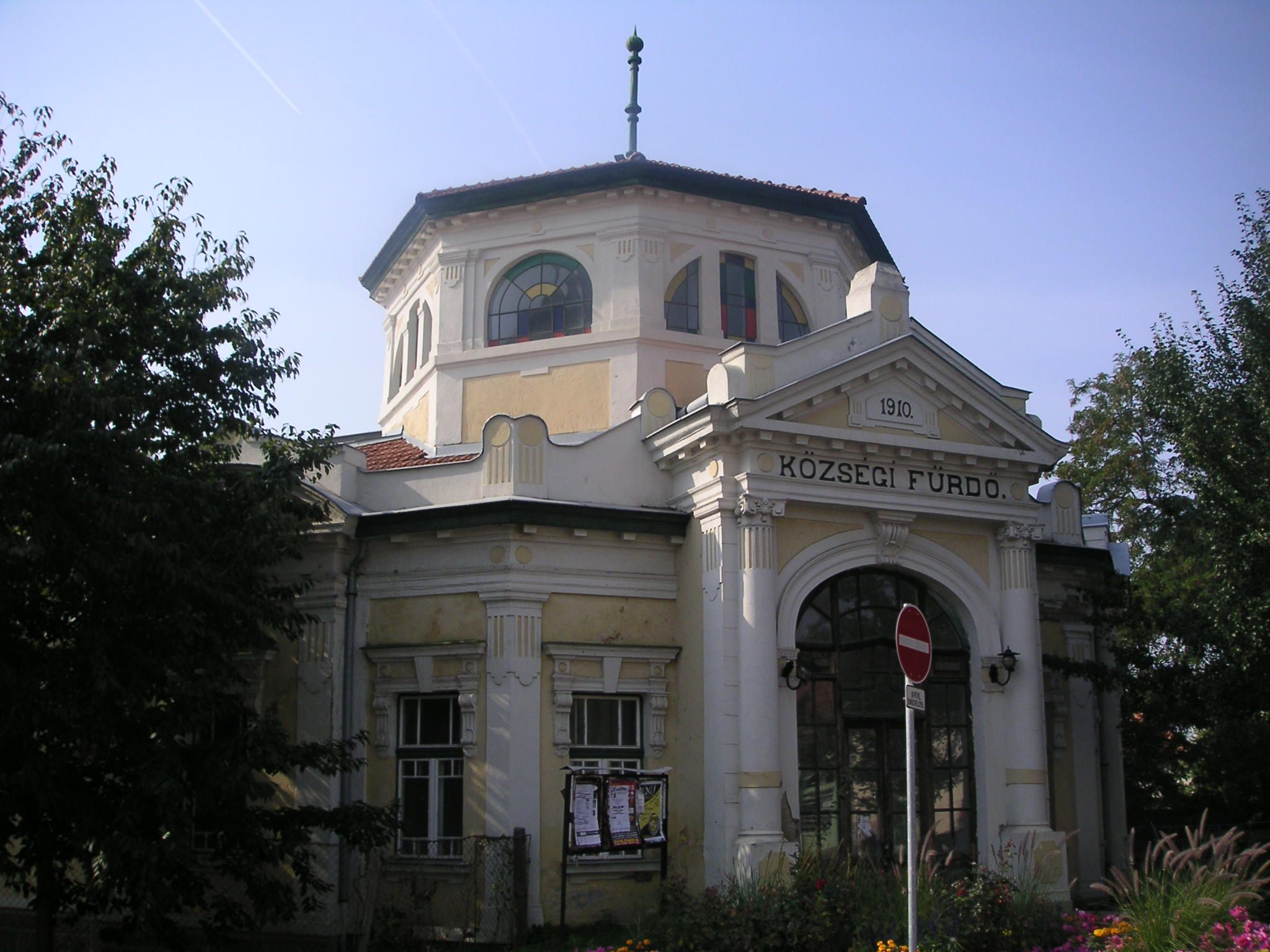
Historisches Badehaus

Der Ort wurde 1216 erstmals erwähnt. Nach anonymer Quelle soll Árpád, der Großfürst der acht Stämme (sieben magyarische Stämme und ein turkstämmiger bzw. chasarischer Stamm: auch fekete magyarok genannt, „schwarze Magyaren“) mit seinem Heer im Zuge der Landnahme in Pannonien auf dem Isten-hegy im Norden von Szerencs Lager gehalten haben. Árpád soll Folgendes geäußert haben: „Ma ád Isten szerencsét e tájnak“ (Gebe Gott heute diesem Gebiet Glück), daher die Ortsbezeichnungen der Gemeinden Mád, Szerencs und Tállya.
Seit 1247 gab es eine Benediktiner-Abtei, deren Gebäude 1556 zur Burg umgebaut wurden. Die Burg (auch Rákóczi-Burg (Rákóczi-vár) oder Husaren-Burg (Huszár-vár) genannt) war von 1586 bis 1616 im Besitz der Familie Rákóczi und musste während der osmanischen Herrschaft mehrere Belagerungen überstehen.
Dort wurden Stephan Bocskai und Sigismund I. Rákóczi von den ungarischen Ständen zu Fürsten von Siebenbürgen gewählt.
Eine kleine Brücke westlich der Stadt an der Bahnlinie Richtung Sátoraljaújhely, unweit des Dorfes Fecskés, ist bezeichnend für die Sinnlosigkeit und Grausamkeit des Zweiten Weltkrieges. Diese Brücke über dem Máder Bach (Mádi-patak) misst 1,5 m oder weniger und sollte von der Wehrmacht gesprengt werden, um den Vormarsch der sowjetischen Truppen zu verhindern. Mit schwerem Geschützfeuer wurde jedoch nicht die Brücke zerstört, sondern nur die umliegenden Felder getroffen. Die Brücke steht seither unverändert in der Puszta und stellt ein kurioses Mahnmal der Geschichte dar.
Bis in die 1950er Jahre stand in der Gemeinde eine Synagoge, die der sozialistische Machtapparat abreißen ließ. An ihrer Stelle wurde ein öffentliches Gebäude für die örtliche LPG errichtet. Einzig der jüdische Friedhof blieb erhalten. Szerencs und die benachbarte Gemeinde Mád waren vor dem Holocaust bedeutende Zentren jüdischer Gemeinden (die Synagoge in Mád wurde in den Jahren 2000 bis 2004 restauriert, finanziert durch den World Monuments Fund).
In der Region stellt die Volksgruppe der Sinti und Roma einen erheblichen Bevölkerungsanteil. Im Alltag sind sie Rassismus ausgesetzt, was durch den EU-Beitritt Ungarns nicht besser geworden ist. Die Zahl der Analphabeten ist unverändert hoch, aus dem meist geringen Bildungsniveau resultieren hohe Arbeitslosenzahlen in dieser Volksgruppe.

## Sehenswürdigkeiten

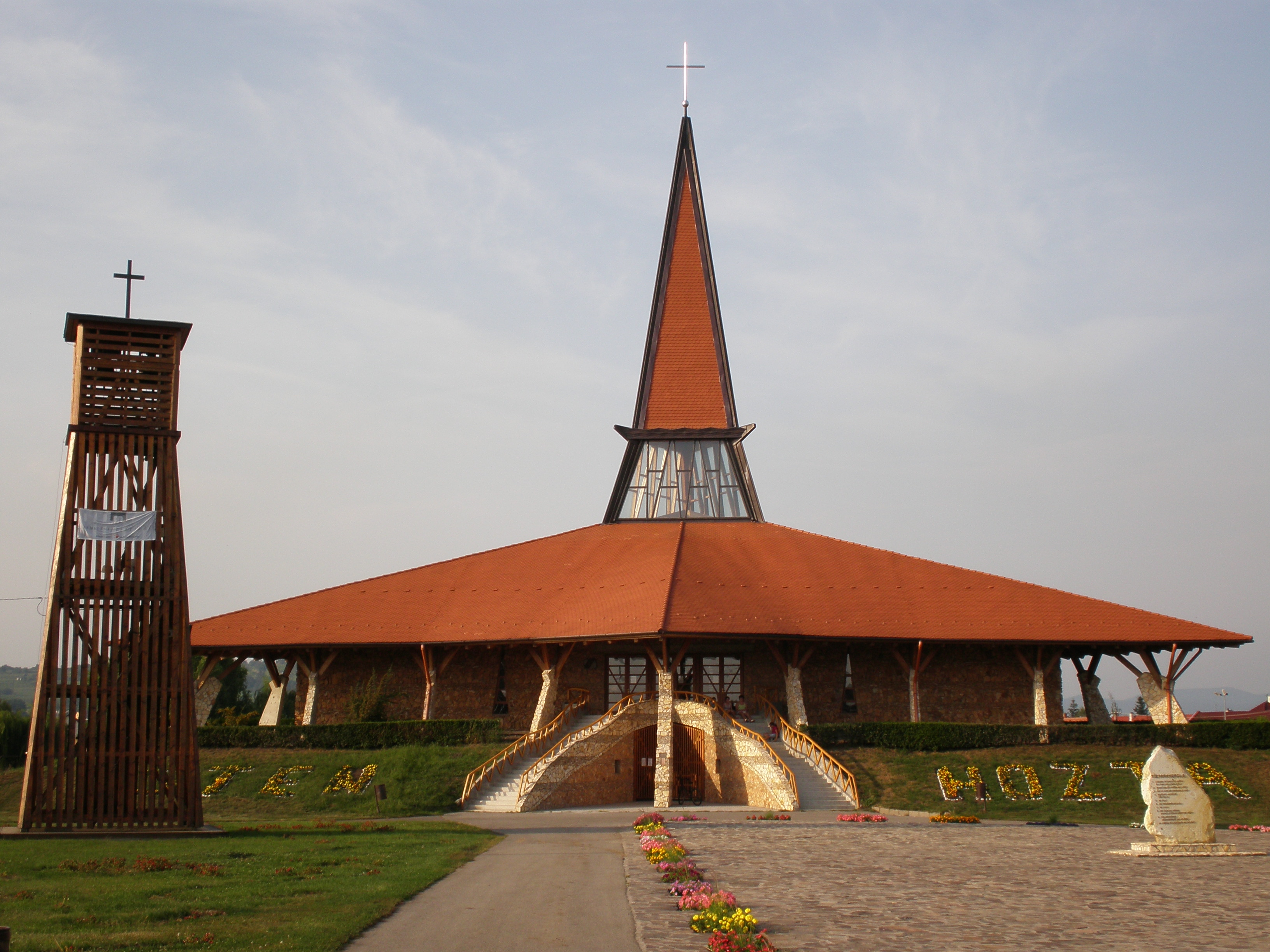
Kirche in Szerencs

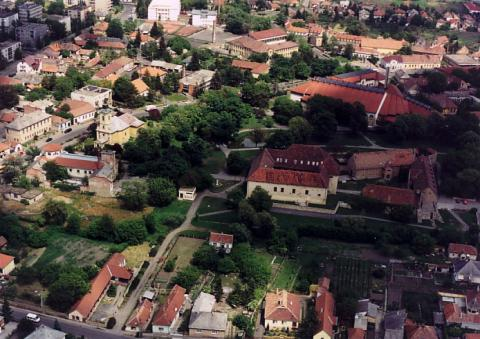
Luftaufnahme der Rákóczi-Burg

- Rákóczi-Burg mit Zemplén-Museum. Hier kann man auch die weltweit drittgrößte Ansichtskartensammlung mit einem Umfang von annähernd 900.000 Karten besichtigen.
- Sammlung von Dr. László Petrokovics
- Museum der Zuckerfabrik von Szerencs
- Reformierte Kirche. Sie wurde im 14. Jahrhundert erbaut, ihre Glocke stammt aus dem Jahre 1646. Hier befindet sich das Grabdenkmal des Fürsten Sigismund I. Rákóczi und seiner dritten Ehefrau Anna Gerendi.
- Römisch-katholische Kirche
- Griechisch-katholische Kirche. Sie wurde von den im 18. Jh. hier angesiedelten Russinen erbaut. Sehenswert ist die sich über 6 Ebenen erstreckende Ikonostase.

## Sonstiges
In Szerencs spielen Episoden des Romans Der Schwimmer von Zsuzsa Bánk.

## Städtepartnerschaften
- Geisenheim in Deutschland
- Hesperingen in Luxemburg
- Malchin in Deutschland
- Miercurea Nirajului in Rumänien
- Podgora in Kroatien
- Rožňava in der Slowakei

## Persönlichkeiten
- Sigismund I. Rákózci (~1544–1608), Fürst von Siebenbürgen
- Anna Gerendi (~1546–1595), Gemahlin von Sigismund I. Rákóczi

- Georg I. Rákóczi (1593–1648), Fürst von Siebenbürgen

- Ferenc Fülep (1919–1986), Archäologe und Museumsleiter, in Szerencs geboren